# Worapeerachayakorn Kongphopsarutawadee
Worapeerachayakorn Kongphopsarutawadee (tailandês: วรพีรชยากร ก้องภพศรุตาวดี, anteriormente era conhecida como Yodsaphat Pakham (ยศภัทร ปาคำ) (Phetchabun, 20 de fevereiro de 1999) é uma jogadora de vôlei de praia tailandesa.

## Carreira
Estreou em competições continentais no vôlei de praia em 2016, ao lado de Charanrutwadee Patcharamainaruebhorn no Circuito AVC com o nono longo na Baía de Ha Long e o quinto  em Can Tho, época que utilizaram os nomes de solteira Yodsaphat Pakham e Chanthira Khanok respectivamente. Em 2017, forma parceria com Galchananan Jirutchayabhornwadee, antes competia com o nome Pronsuda Kritsana, nos Jogos do Sudeste Asiático de Praia em Sentosa obtendo a nona posição.
Com Galchananan, competiu no circuito mundial de 2018, obtendo como melhores desempenhos as quintas colocações nos torneios uma estrela de Daegu e Ulsan, atuando nesta jornada também com Tanarattha Udomchavee, no torneio três estrelas em Qinzhou e no quatro estrelas em Yangzhou. Em 2019, retoma parceria com Charanrutwadee Patcharamainaruebhorn (Chanthira Khanok) conquistaram a medalha de prata no Campeonato Asiático Sub-21 em Roi Et e terminaram na quinta posição na edição do Mundial Sub-21 de 2019 em Udon Thani. Em 2020, iniciaram juntas no torneio duas estrelas do circuito mundial em Siem Reap e no Campeonato Asiático em Udon Thani e neste terminaram em nono lugar.
Na temporada de 2021, retoma a parceria com Tanarattha Udomchavee no Finals da AVC em Nakhon Pathome terminaram com o bronze.Na mesma temporada alterna de parceria e compete com Taravadee Naraphornrapat na edição do Campeonato Asiático de 2021 em Phuket  e conquistaram a medalha de ouro e conquistaram a medalha de ouro nos Jogos do Sudeste Asiático de 2021 em Hanói, realizados no ano de 2022.
Em 2022, esteve com Naraphornrapat, conquistaram o bronze no Circuito Asiático na etapa de Roi Et e o título em Samila e terminaram em quinto lugar no Future de Songkhla do Circuito Mundial, ainda obtiveram o quarto lugar no  I Challenge de Dubai e o bronze no II, um feito histórico, repetindo o quinto lugar também  no Campeonato Asiático em Roi Et e concluíram na quinta posição e disputaram o Campeonato Mundial em Roma, finalizando na décima sétima colocação. Nos Jogos Asiáticos de 2022, terminou a competição em quarto lugar ao lado de sua dupla Taravadee Naraphornrapat.
Confirmaram a parceria para 2023, conquistaram o título da Continental CUP  no Sudeste Asiático, medalhistas de prata no Campeonato Asiático de 2023 em Fuzhou, estiveram juntas nos Challenges em Espinho e Edmonton, locais respectivamente que terminaram na décima sétima e décima nona posições, e nos Elite 16 em Hamburgo e Montreal, nestas o décimo terceiro lugar alcançado, e qualificaram-se para a edição do Campeonato Mundial de Vôlei de Praia de 2023 nas cidades mexicanas de Tlaxcala de Xicohténcatl,  Apizaco e Huamantla.

## Títulos e resultados
- Challenge II de Dubai de Baden do Circuito Mundial de Vôlei de Praia de 2022
- Challenge II de Dubai de Baden do Circuito Mundial de Vôlei de Praia de 2022
- Etapa de Samila do Circuito Asiático de Voleibol de Praia de 2022
- Etapa de Roi-et do Circuito Asiático de Voleibol de Praia de 2022